# Cordulegaster orientalis
Cordulegaster orientalis là loài chuồn chuồn trong họ Cordulegastridae. Loài này được van Pelt miêu tả khoa học đầu tiên năm 1994.